# Aureliana
Aureliana é um género botânico pertencente à família Solanaceae.

## Espécies
- Aureliana fasciculata, (Vell.) Seudtn.